# 1604 w polityce

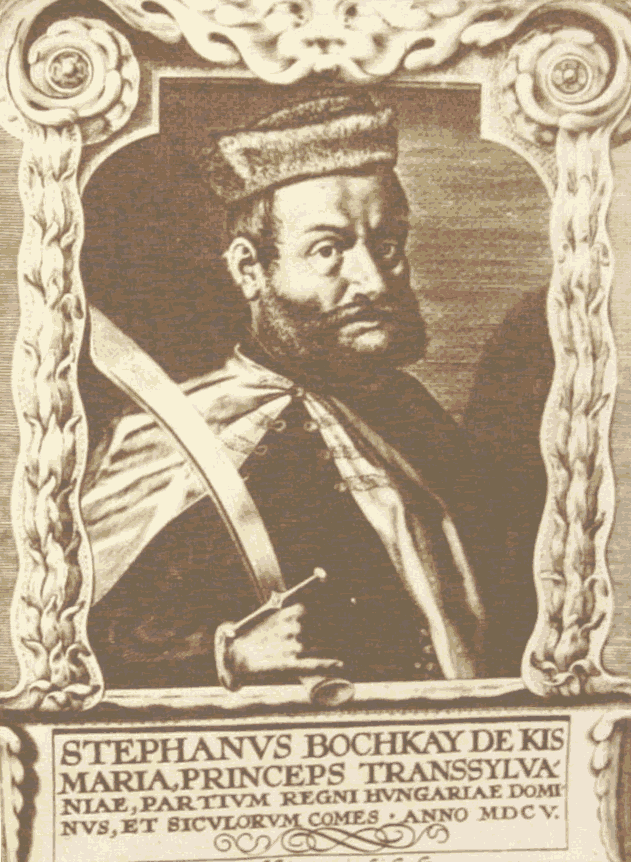
Stefan II Bocskay

Wydarzenia polityczne w 1604 roku.

## Wydarzenia
- Antyhabsburskie Powstanie Bocskaya na Węgrzech[1].

## Urodzili się
- 12 sierpnia Iemitsu Tokugawa, siogun[2].